# 何溶
何溶（1921年—1989年7月），原名何嵘，笔名山碧，赫舍里氏，男，满族，吉林省吉林市人，中国美术理论家，曾任中国美术家协会理事。